# Casa do Trogal
A Casa do Trogal é uma casa solarenga, datada dos inícios do século XVIII, localizada na freguesia de Sabadim, no Município de Arcos de Valdevez.
Foi seu 1.º Senhor Cipriano Gomes de Lima, casado com D. Isabel Freire Barbosa de Andrade. A este sucederam: o seu filho Francisco Xavier Freire de Lima, casado com D. Ana Maria Barbosa; Miguel Carlos de Araújo Lima, casado com D. Maria de Jesus Araújo; e, mais tarde, o Padre Manuel José de Araújo Lima.